# کاکتوس‌های چراغ برق
کاکتوس‌های چراغ برق (نام علمی: Eulychnia) نام یک سرده از زیرخانواده کاکتوس‌واران است.